# تيد سلون
تيد سلون هو لاعب كرة قدم أمريكية وسياسي أمريكي، ولد في 22 مارس 1903 في آيوا في الولايات المتحدة، وتوفي في 21 ديسمبر 1984. انتخب عضو مجلس نواب ولاية آيوا ‏.